# Liste der Naturdenkmale in Ehrenfriedersdorf
Die Liste der Naturdenkmale in Ehrenfriedersdorf nennt die Naturdenkmale in Ehrenfriedersdorf im sächsischen Erzgebirgskreis.

## Definition
„Naturdenkmäler sind rechtsverbindlich festgesetzte Einzelschöpfungen der Natur oder entsprechende Flächen bis zu fünf Hektar, deren besonderer Schutz erforderlich ist
1. aus wissenschaftlichen, naturgeschichtlichen oder landeskundlichen Gründen oder
2. wegen ihrer Seltenheit, Eigenart oder Schönheit.“

„§ 18 – Naturdenkmäler – (zu § 28 BNatSchG)
(1) Die Erklärung nach § 22 Abs. 1 BNatSchG von Teilen von Natur und Landschaft als Naturdenkmal erfolgt durch Rechtsverordnung oder Einzelanordnung.
(2) Über § 28 Abs. 1 BNatSchG hinaus können Naturdenkmäler zur Sicherung von Lebensgemeinschaften oder Lebensstätten von im Bestand gefährdeten oder streng geschützten Arten festgesetzt werden.“

## Liste
Link zu einem Kartenansichtstool, um Koordinaten zu setzen.
| Bild                          | Bezeichnung                 | Lage                                                 | Beschreibung                                | Datum                                                                                       | Nummer     |
| ----------------------------- | --------------------------- | ---------------------------------------------------- | ------------------------------------------- | ------------------------------------------------------------------------------------------- | ---------- |
| BW                            | Eichlerteich                | Ehrenfriedersdorf (50° 38′ 23″ N, 12° 59′ 33,3″ O)   | Fläche: ca. 7666 m²                         | Verordnung des Landkreises Annaberg vom 01.06.2001, Landkreisnachrichten Nr. 08/2001, S. 24 | 364.23-056 |
| mehr Fotos \| Fotos hochladen | Greifensteine               | Ehrenfriedersdorf (50° 38′ 55,8″ N, 12° 55′ 49,5″ O) | Fläche: ca. 27291 m²                        | Beschluss des Rates des Kreises Zschopau Nr. 102 vom 21.04.1983                             | 364.23-058 |
| BW                            | Skarnausbiss am Kreyersberg | Ehrenfriedersdorf (50° 39′ 30,6″ N, 12° 58′ 23,2″ O) | Fläche: ca. 4399 m²                         | Beschluss des Rates des Kreises Zschopau Nr. 102 vom 21.04.1983                             | 364.23-057 |
| mehr Fotos \| Fotos hochladen | Eiche                       | Ehrenfriedersdorf (50° 38′ 54,8″ N, 12° 58′ 18,4″ O) | - Umfang: >5 m als Naturdenkmal beschildert | ?                                                                                           | ?          |